# Source intermittente

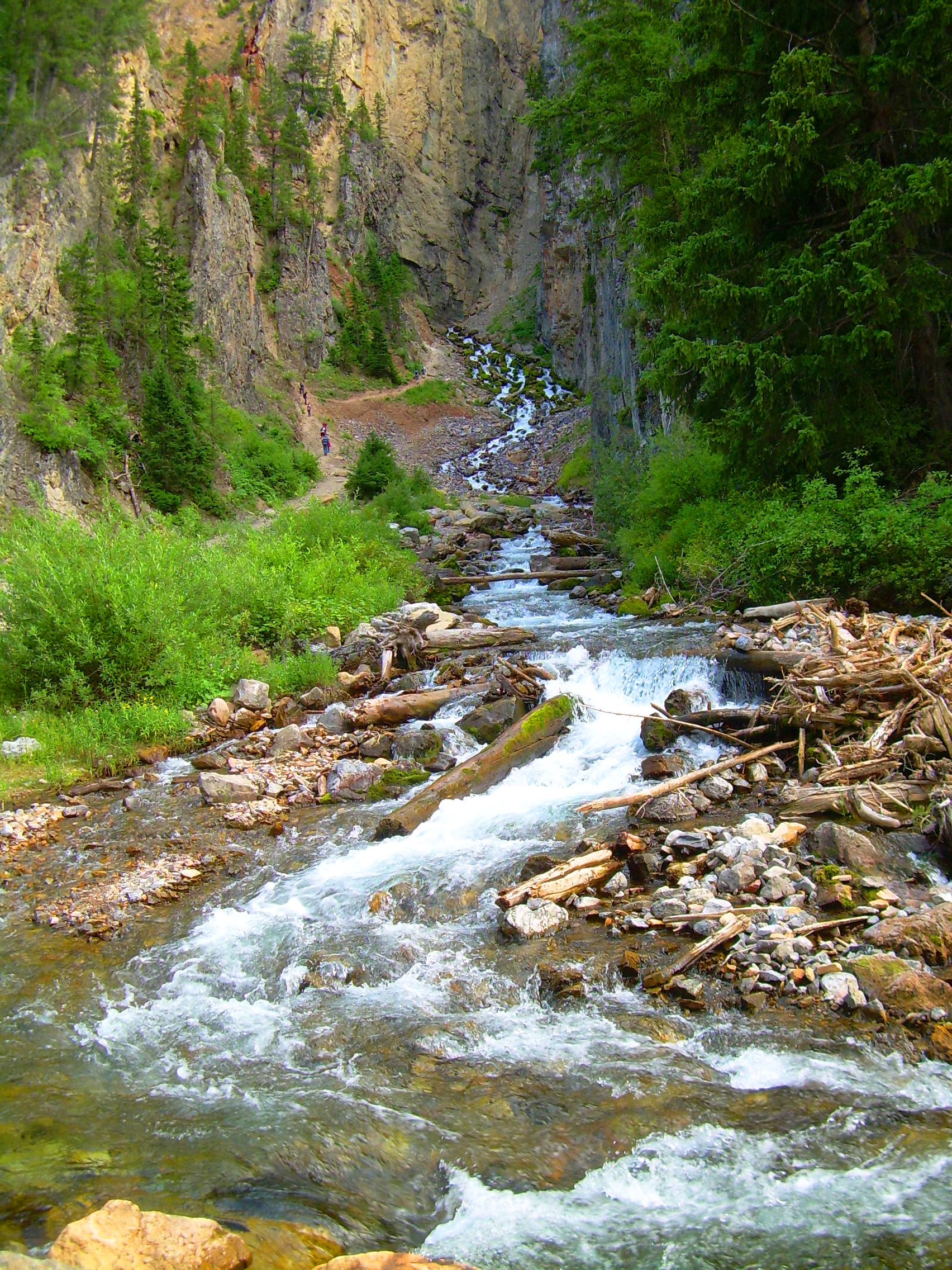
Le ruisseau de Swift Creek s'écoulant de ', une source intermittente du Wyoming, aux États-Unis.

Une source intermittente est une source d'eau froide dont le flux varie, ou même s'interrompt, régulièrement sur une durée s'étendant de quelques minutes à quelques heures. À la différence des sources ordinaires, qui s'écoulent de façon continue, les sources intermittentes sont rares,.

## Théorie
La raison de la périodicité du flux n'est pas connue, mais la théorie la plus communément acceptée suppose qu'une eau souterraine coule dans une cavité de façon continue, remplissant un tube étroit qui sort de la base de la cavité tout d'abord en direction du haut, puis en direction du bas, vers la source. Lorsque le niveau de l'eau atteint le point le plus haut du tube, il crée un effet de siphon, évacuant l'eau de la cavité. Par la suite, l'air s'engouffre dans le tube et fait cesser le siphon, stoppant le flux si la source n'est alimentée par rien d'autre, ou le réduisant si une autre alimentation existe.

## Exemple
- Allemagne :
  - Source du Hufgraben, Bavière

- États-Unis :
  - Intermittent Spring (en), Wyoming, la plus grande source intermittente connue.

- France :
  - Source intermittente du Groin, Artemare, Ain
  - Source intermittente de Vesse, Bellerive-sur-Allier, Allier
  - Fontaine intermittente de Vals-les-Bains, Ardèche
  - Fontaine intermittente de Fontestorbes, Ariège
  - Source de Fontaine Ronde, Doubs

- Israël :
  - Source de Gihon, cité de David, Jérusalem : ancienne source intermittente, avant qu'un pompage excessif à l'époque moderne n'affecte le niveau de la nappe phréatique.

- Italie :
  - Source de la villa Pliniana (it), Lombardie, décrite par Pline l'Ancien[3] et Pline le Jeune[4].